# Обол для Харона (Дискавері)

## Про епізод
Обол для Харона — дев'ятнадцятий епізод американського телевізійного серіалу «Зоряний шлях: Дискавері» та четвертий в другому сезоні. Епізод був написаний Джордоном Нардіні, Гретхен Берг та Аароном Гарбертсом, а режисував Лі Роуз. Перший показ відбувся 7 лютого 2019 року. Українською мовою озвучено студією «ДніпроФільм».

## Зміст
На «Дискавері» прибуває перший помічник з «Ентерпрайза» та повідомляє Спайку — їй дуже важко повірити що Спок міг холоднокровно убити лікарів. Після накладення керівництвом на справу Спока грифу таємниці вищої секретності вона вирішила провести розслідування власними методами. Стамец і Тіллі розмовляють біля відокремленого еукаріотичного організму з міцелієвої мережі — про страхи енсіна і їх втілення в образ Мей.
Під час наради офіцерів Сару кепсько почувається. Пайк конфіденційно надає Бернем добуту першим помічником інформацію — варп- сигнатуру викраденого Споком човника та повідомляє — «Дискавері» йде напереріз цій траєкторії. Несподівано щось витягує «Дискавері» з гіперпростору; його швидкість впала до субсвітлової. Стазисне поле засікли сенсори зорельота.
Жива розумна сфера розміром з планетоїд — 565 кілометрів в діаметрі — витягує «Дискавері» із варпу і знерухомлює корабель. Під впливом невідомої форми життя екіпаж говорить іншими мовами а консоль стає нечитабельною — вийшов з ладу універсальний перекладач. На допомогу приходить нездоровий Сару та віддає правильні команди; мовний Вавилон залагоджено. Через ураження вірусом системи корабля Стамец змушений підготувати стрибок за допомогою спорового двигуна. Між Стамецом і Джетт Ріно виникає глузлива суперечка щодо способів пересування космічним простором. Під час ремонту універсального перекладача Сару стає гірше. Приміщенням корабля проноситься сильний електричний розряд. Стамец і Джетт придумують як вивести розряд — за допомогою охолоджуючих каністр зі спорами аргону і ксенону. Розряд відведено і системи корабля запрацювали; ушкоджень зазнала Ріно. Однак утримуючий паразита простір порожній; організм знову прилипає до Тіллі.
Екіпаж припускає, що Сфера можливо є доброзичливою, і зібрала величезні обсяги даних з усієї галактики, які не хоче втратити зі своєю смертю. Однак затримка Сферою «Дискавері» викликає Вахар'ай у Командора Сару — смертельний стан для його виду, келпійців. Сару відчуває що вмирає, однак намагається допомогти екіпажу. Він просить Майкл — коли Верховна директива перестане діяти щодо келпійців, передати їм його особистий щоденник. Стамец з допомогою гармонійного інтерфейсу робить спробу підключитися до свідомості істоти, що присмокталася до Тіллі. В моменті розмови зі Стамецом Майкл розуміє — Сфера намагається сказати їм щось. Сару розуміє — Сфера прилетіла до них помирати.
Сару пояснює Пайку — Сфера відчайдушно бажає поспілкуватися з ними, перед тим як згаснути. Стамец та Рено готуються встановити Тіллі імплантат; для заспокоєння вони співають «Дивний випадок в космосі». Паразит стверджує, що «Дискавері» майже знищив свою екосистему, використовуючи міцеліальну мережу, щоб здійснювати стрибки через космос із споровим приводом. Потім паразит поглинає особу Тіллі, не залишаючи від неї сліду. Сфера передає свою інформацію екіпажу і вмирає, випускаючи «Дискавері» — щоб не потрапив у вибух. Ствмец і Рено рятують Тіллі із кокона. Сару просить Бернем допомогти підготуватися до смерті, вилучивши ганглії загрози, які відчувають небезпеку. Однак ганглії випадають самі і залишають Сару живим та здоровим. Зараз Сару не відчуває постійного страху.
Сфера поділилася з «Дискавері» усім що вона знала і бачила — а колектив корабля дав за неї обол для Харона. Бернем знаходить загублений слід зоряного човника Спока. Істота сп'янила Стамеца й Рено та знову полинула Тіллі.

## Сприйняття та відгуки
Станом на квітень 2021 року на сайті «IMDb» серія отримала 7.2 бала підтримки з можливих 10 при 3259 голосах користувачів. На «Rotten Tomatoes» 73 % схвалення при відгуках 11 експертів. Резюме виглядає так: «Незважаючи на надмірно амбіційну структуру, „Обол для Харона“ виділяється кристалізацією емпатичної тези „Дискавері“, з гідним нагороди виконанням Дага Джонса».
Оглядач «IGN» Скотт Коллура зазначав: «Наразі 2-й сезон Дискавері був досить сильним, але цей епізод є найслабшим . Хоча „Обол для Харона“ пропонує багато для того, щоб посмакувати, і починається на міцній основі, він страждає від ідеї головної загрози, яку важко визначити».
В огляді Раяна Брітта для «Den of Geek» зазначено: «„Обол для Харона“ був не таким хорошим, як кращі зі схожих епізодів канонічного „Зоряного шляху“. Але все одно був надзвичайно чудовим і, в контексті цього серіалу, легким та одним із найприємніших епізодів».
Деррен Френіч в огляді для «Entertainment Weekly» зазначав: «Епізодичний сюжет; статичний і безглуздий. Тіллі ковтає крапля, вона рятується від краплі, отримує повторна проковтування тієї ж краплі. Сару оголошує, що він вмирає, багато говорить про смерть, не вмирає. На початку епізоду Дискавері вирушає на пошук Спока, а в кінці епізоду… Дискавері вирушає на пошук Спока».

## Знімались
- Сонеква Мартін-Грін — Майкл Бернем
- Даг Джонс — Сару
- Ентоні Репп — Пол Стамец
- Мері Вайзман — Сільвія Тіллі
- Енсон Маунт — Крістофер Пайк
- Тіг Нотаро — Джетт Рено
- Ребекка Ромейн — Номер Один
- Рейчел Анчеріл — Нган
- Баїя Вотсон — Мей
- Ганна Чізман — лейтенантка Ейріам
- Емілі Коуттс — Кейла Делмер
- Патрік Квок-Чун — Ріс
- Ойін Оладейо — Джоан Овосекун
- Ронні Роу — лейтенант Брайс
- Рейвен Дауда — Трейсі Поллард
- Дейв Томлінсон — Лінус